# Galileo CRS
Galileo là hệ thống máy tính đặt chỗ (CRS) sở hữu bởi Travelport. Năm 2002, hệ thống có 26.4% vé đặt chỗ hàng không toàn cầu. Galileo UK nguồn gốc được xây dựng bởi Travicom là hệ thống đặt chỗ đa truy cập được phát triển bởi Videcom.
Galileo là thành viên của IATA, OTA và SITA.